# Labid Khalifa
Labid Khalifa (1955) é um ex-futebolista profissional marroquino, que atuava como defensor.

## Carreira
Labid Khalifa fez parte do elenco da segunda partição da Seleção Marroquina de Futebol na Copa do Mundo de 1986. 